# Angleterre-Écosse en rugby à XV
La confrontation entre l'équipe d'Angleterre et l'équipe d'Écosse constitue le plus ancien rendez-vous international du rugby à XV. Considérée comme la plus grosse rivalité au sein du Tournoi britannique (ou Home Nations), puis du Tournoi des Cinq Nations et aujourd'hui du Tournoi des Six Nations, le vainqueur reçoit la Calcutta Cup depuis 1879.
Les deux nations se sont affrontées à 142 reprises dont deux fois en Coupe du monde. Les Anglais ont remporté 75 rencontres contre 46 pour les Écossais et 21 matchs nuls.

## Histoire

### Création des fédérations et premier match international

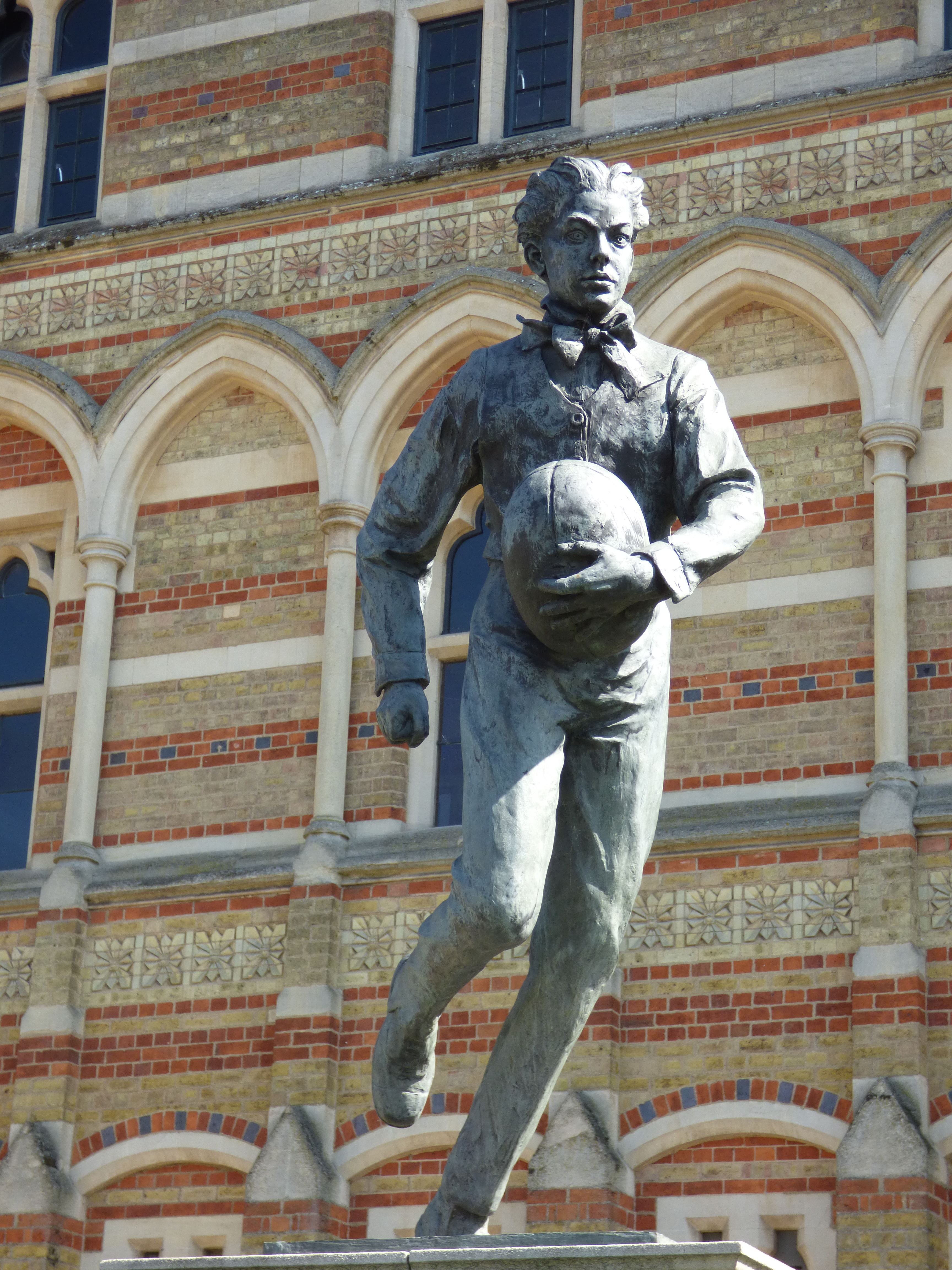
Statue de William Webb Ellis, à la Rugby School.

Dans un contexte de tensions sociales au sein des public schools, le sport est un bon exutoire pour les étudiants, et la plupart des écoles d'Angleterre et d'Écosse possèdent leur propre version du jeu de football. C'est ainsi que le rugby apparaît dans les années 1820, la légende voulant que William Webb Ellis, étudiant du lycée de la ville de Rugby, se soit emparé en novembre 1823 du ballon avec la main en plein match de football, alors que c'était strictement interdit, ce qui est considéré par beaucoup comme l'acte fondateur du rugby football,.
Lors des décennies suivantes, plusieurs variantes apparaissent dans différentes écoles et l'enjeu est d'uniformiser les règles à la manière des Lois du jeu ; les anciens élèves de Rugby parviennent à officialiser les premières règles, étant « plus profondément ancrés dans la mémoire de ce siècle de football que les anciens élèves de toutes [les] autres public schools réunies » et ayant écrit des règles avant toutes les autres écoles. Si cela permet un meilleur développement du jeu, les variantes existent toujours et d'intenses et clivants débats ont lieu sur le hacking (la possibilité de porter intentionnellement un coup de pied au tibia d'un joueur qui porte le ballon ou d'écrouler une mêlée ou un maul de la même manière,,), menant à une séparation des clubs pro et anti-hacking,, et in fine, pratiquement chaque club naissant dans le royaume crée sa propre variante.
Le rugby se développe à partir de 1850 au pays de Galles, au Lampeter College, en Irlande, au Trinity College, dont le club de l'université de Dublin, le Trinity Club, peut être considéré comme le plus ancien club de rugby encore actif du monde, et en Écosse, où le rugby est introduit en 1854 à l'Edinburgh Academy par les Écossais Francis et Alexander Crombie, étudiants de l'école de Durham,. Selon Richards, « des différences en termes de géographie et de culture ont fait que l'école écossaise s'est développée plus rapidement que l'anglaise ». En effet, tandis que les écoles anglaises ne s'affrontent pas beaucoup, préférant jouer leurs propres règles, et ce jusqu'à la fin des années 1890, les Écossais se concentrent autour des écoles d'Édimbourg et Glasgow, notamment l'Edinburgh Academy, l'école Loretto, l'école Merchiston Castle et le Fettes College, toutes quatre à Édimbourg,. N'ayant pas le bagage historique des écoles anglaises, elles sont moins attachées à des règles qui leur seraient propres et s'alignent assez rapidement. Ainsi, Hely Hutchinson Almond, directeur de l'école Loretto, est à l'origine de la création du Comité des écoles d'Édimbourg, qui codifie les règles communes en se basant sur celles de Rugby et les publie dans un ouvrage intitulé Green Book.
Tandis que le football et ses différents codes et variantes s'étendent et se multiplient de par l'ensemble des colonies britanniques, le rugby s'établit comme l'un des deux codes principaux en Angleterre et en Écosse et devient même celui qui est préféré par la majorité des Écossais,,.
La première confrontation entre l'Angleterre et l'Écosse, le 27 mars 1871 à Édimbourg, est la toute première confrontation internationale entre deux équipes nationales.

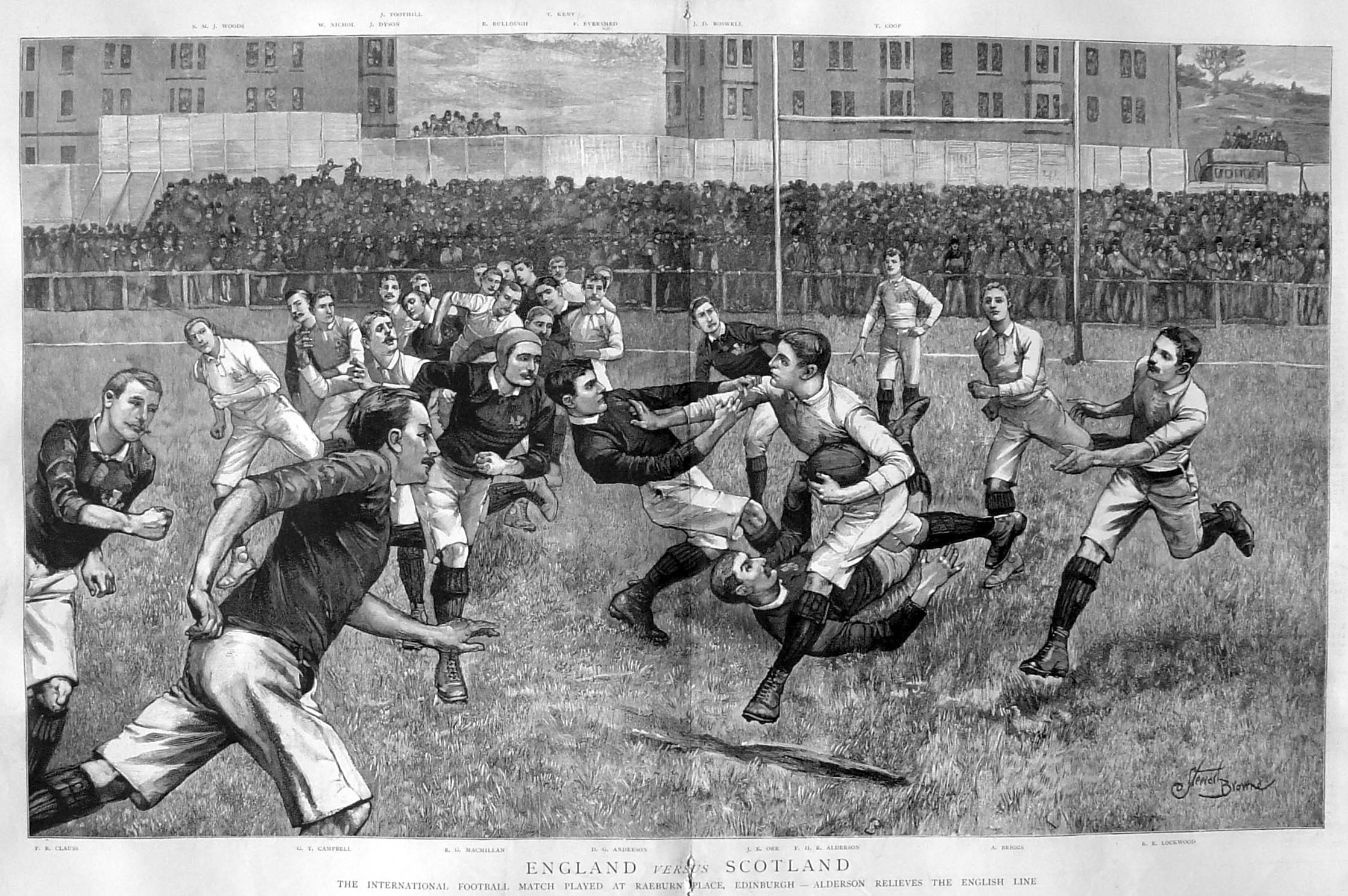
Illustration du match Écosse - Angleterre se jouant à Raeburn Place en 1892.

La Rugby Football Union se montre néanmoins « satisfaite de l'expérience malgré la défaite » et propose aux Écossais de mettre en place une rencontre annuelle entre les deux pays, qui serait jouée tour à tour en Angleterre et en Écosse. Le deuxième match a ainsi lieu au Kennington Oval de Londres le 5 février 1872 et voit l'Angleterre l'emporter 2 à 1 (3 essais à 0),. Le troisième match, joué à Hamilton Crescent de Glasgow le 3 mars 1873 et qui s'achève sur un score nul et vierge, est surtout suivi le soir-même d'une réunion à la Glasgow Academy visant à créer une union (ou fédération) en Écosse, et c'est ainsi qu'est créée la Scottish Football Union,. Cette confrontation entre deux nations est la seule jusqu'en 1875 et l'arrivée de l'Irlande.

### Histoire commune au sein desLions

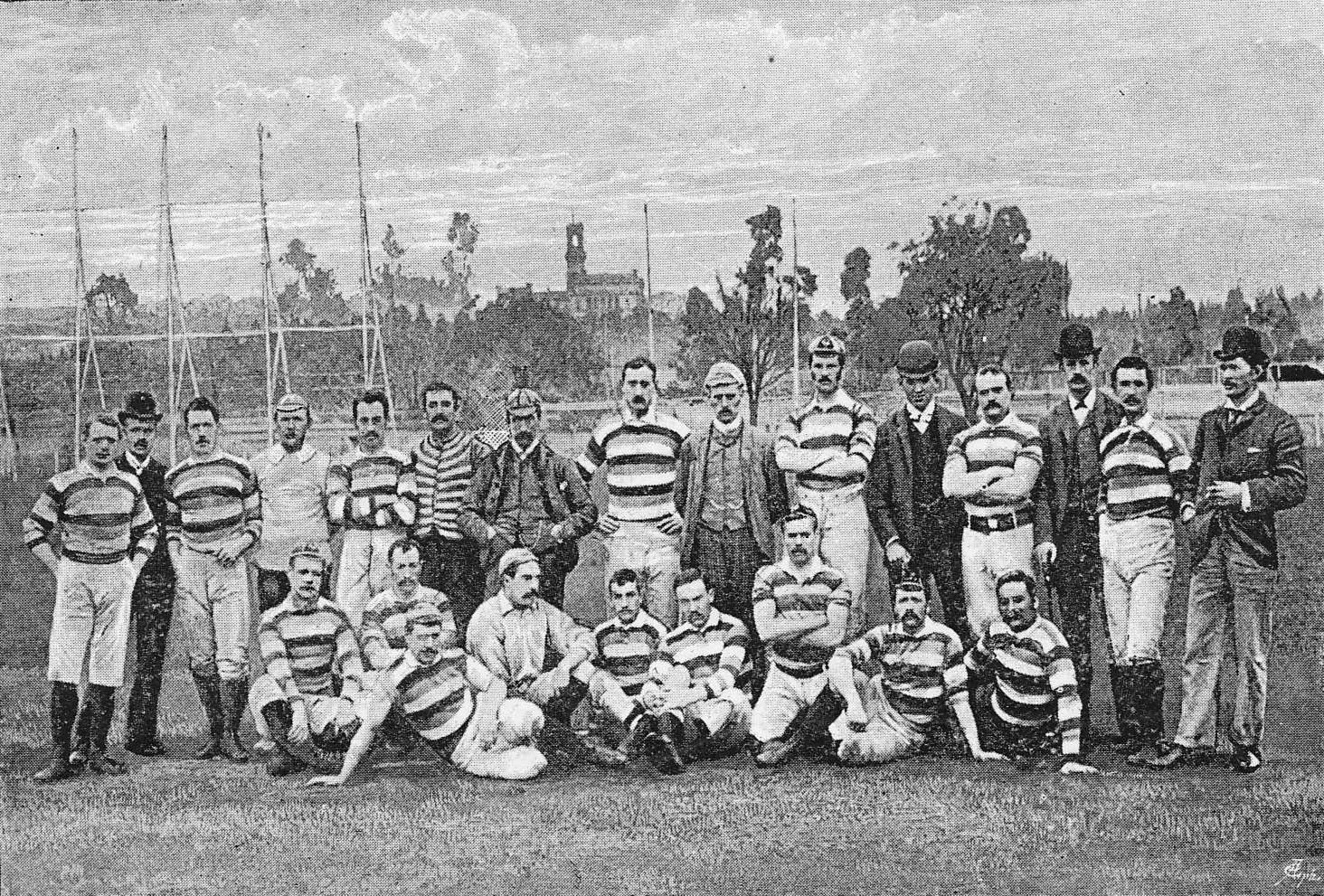
Photo de groupe de l'équipe britannique lors de la tournée de 1888, formée principalement de joueurs anglais et écossais, qui sera retenue comme la première de l'histoire des Lions britanniques et irlandais.

En 1888, une sélection de joueurs britanniques est formée afin de réaliser une tournée en Australie et Nouvelle-Zélande pendant plusieurs mois, jouant plusieurs matchs suivant les règles de Rugby, ainsi qu'en retour quelques-uns d'après les règles australiennes. Elle est principalement constituée de joueurs d'Angleterre, mais également d'Écossais, de Gallois, et de Mannois. En 1899, l'équipe rassemble pour la première fois des joueurs des quatre Home Nations, d'Angleterre, d'Écosse, du pays de Galles et d'Irlande ; l'équipe est encore connue en tant qu' « English football team », soit l'équipe anglaise de football, démontrant la prépondérance de l'influence de l'Angleterre sur le rugby en ces décennies, malgré le caractère cosmopolite de la sélection. Aucun joueur écossais ni irlandais ne sera néanmoins libéré par leurs fédérations respectives en 1908, celles-ci craignant en effet que le principe non professionnel de l'événement ne soit mis en péril par les coûts d'organisation.
Durant son histoire, la sélection britannique effectue des tournées régulières dans l'hémisphère sud, en Afrique du Sud, en Australie, et en Nouvelle-Zélande, affrontant ainsi lors des test matchs leurs équipes nationales, respectivement les Springboks, les Wallabies et les All Blacks. L'équipe adopte officiellement le nom de Lions lors de la première tournée après-guerre, en 1924, tout d'abord en tant que « Lions britanniques », puis plus tard comme « Lions britanniques et irlandais ».
Alors que la première tournée de 1888 est originellement non officielle car organisée par des promoteurs privés, les suivantes sont tolérées par les quatre fédérations des Home Nations. Afin de garantir le caractère amateur du rugby, ces tournées sont par la suite organisées conjointement par les fédérations d'Angleterre, d'Écosse, du pays de Galles et d'Irlande  ; la professionnalisation du rugby international, actée en 1995, ne freinera pas pour autant l'existence des Lions britanniques, ces derniers s'adaptant à ce nouveau statut.

### Création de la Calcutta Cup

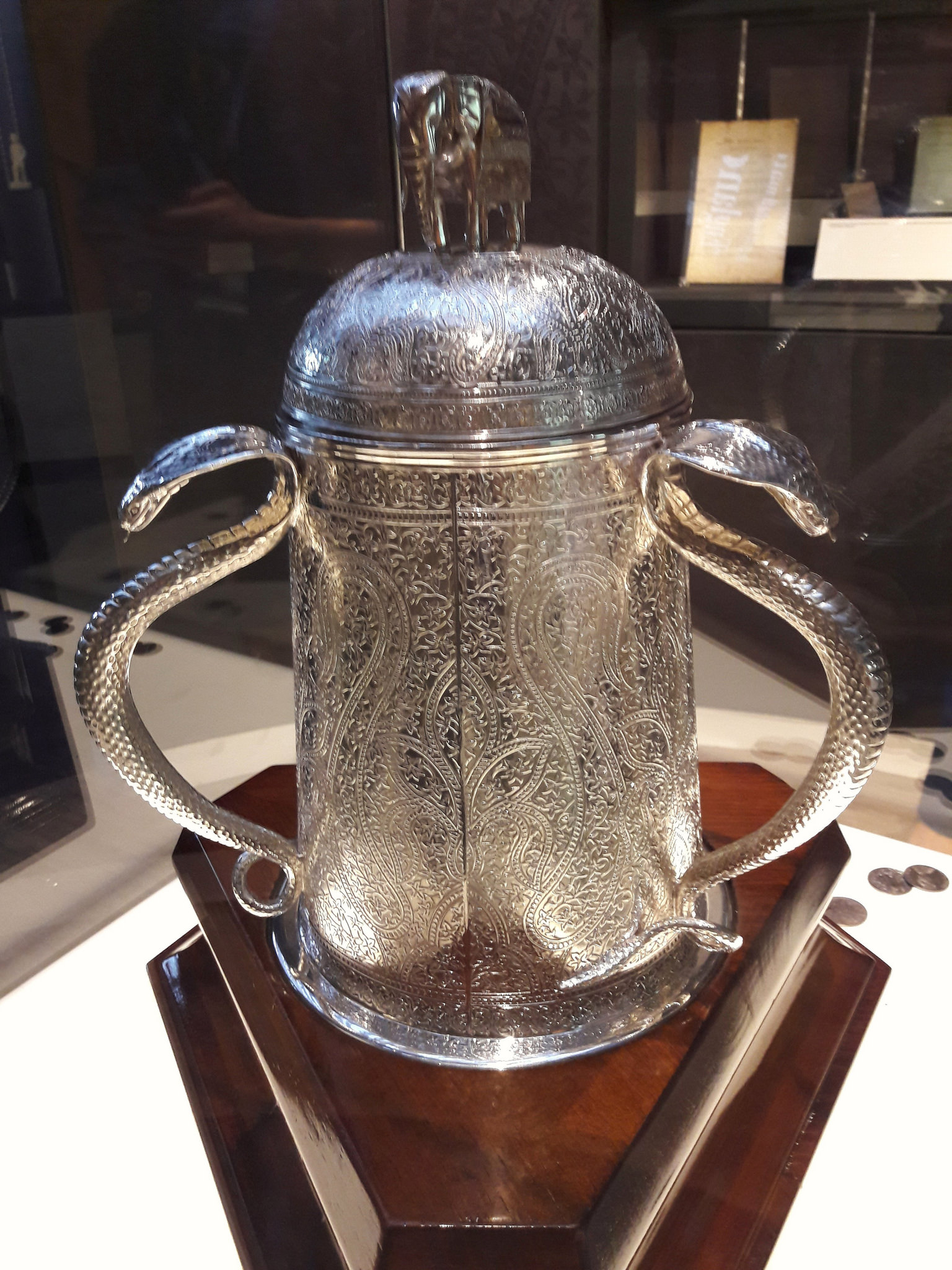
La Calcutta Cup, exposée au stade de Twickenham, à Londres, en 2018.

Le jour de Noël 1872, un match de rugby oppose à Calcutta, en Inde, une équipe de 20 joueurs anglais et une équipe de 20 joueurs originaires du pays de Galles, d'Écosse et d'Irlande. Le Calcutta Football Club est ainsi créé et affilié à la Rugby Football Union (RFU) en 1874, mais tandis que le rugby est peu à peu abandonné à cause du climat peu propice, les membres du club créent une coupe qu'ils remettent à la RFU en 1878, avec la consigne de la faire disputer de façon annuelle. La RFU refuse de faire de la Calcutta Cup une compétition, considérant que cet esprit va à l'encontre de l'idéal de l'amateurisme, alors elle décide que le trophée serait remis au vainqueur d'un match annuel entre l'Angleterre et l'Écosse, qui la conserverait pendant un an. De ce fait, la première rencontre en 1879 entre ces deux nations donne à la Calcutta Cup son statut de « plus vieux trophée de la planète rugby », étant de plus toujours en vigueur aujourd'hui,,.

### DuHome Nationsau Tournoi des Six Nations

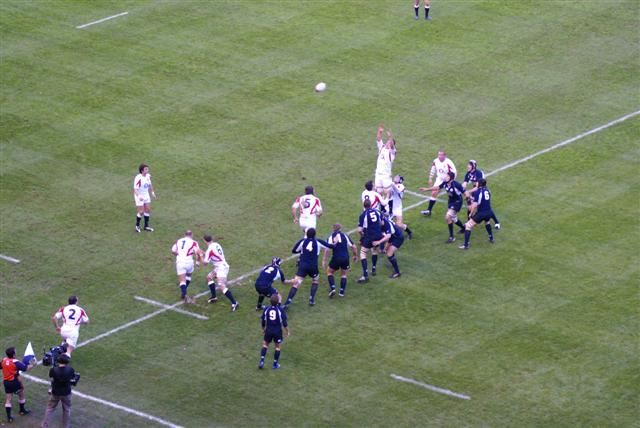
Angleterre - Écosse lors du Tournoi des Six Nations 2007.

Par la suite, Anglais et Écossais poursuivent leur rencontre annuelle dans le cadre du Home Nations Championship, qui réunit ces deux nations ainsi que le pays de Galles et l'Irlande pour la première fois en 1882-1883. Cette compétition, également connue comme « Tournoi britannique », deviendra le Tournoi des Cinq Nations en 1910 avec l'intégration de la France puis le Tournoi des Six Nations en 2000 avec celle de l'Italie. La Calcutta Cup est ainsi remise tous les ans dans le cadre de cette compétition, avec seulement cinq interruptions : d'abord, les éditions 1885, 1888 et 1889 sont inachevées à cause de disputes entre les fédérations ; puis il y a deux longues interruptions dues aux guerres mondiales, entre 1915 et 1919 puis entre 1940 et 1946.
Le match entre l'Angleterre et l'Écosse de 1939 est devenu le tout premier match de rugby diffusé à la télévision, sur la chaîne britannique BBC.
Dans les années 1980, le contexte socio-économique est très tendu entre l'Angleterre et l'Écosse, les indépendantistes écossais s'opposant aux politiques économiques libérales de Margaret Thatcher. La rivalité remonte à de lointains événements historiques, lors des guerres d'indépendance de l'Écosse et la soumission de cette nation à la monarchie britannique au XVIIIe siècle. Les hymnes des deux nations marquent cet antagonisme : tandis que God Save the Queen exhorte à « écraser les rebelles écossais », Flower of Scotland célèbre ses personnalités historiques, figures de l'indépendantisme écossais, tels que le martyr William Wallace et le roi Robert Ier. Ainsi, à l'occasion du Tournoi des Cinq Nations 1990, l'Écosse rejette pour la première fois l'hymne officiel du Royaume-Uni, God Save the Queen, et étrenne un nouvel hymne qui s'oppose explicitement aux Anglais : Flower of Scotland.
La rivalité demeure égale au XXIe siècle, et la confrontation entre les deux pays — appelés Auld Enemies (anciens ennemis) — est toujours l'une des plus attendues de l'année,,,, y compris par les protagonistes. Ainsi Gregor Townsend, grand joueur écossais des années 1990-2000, confirme la valeur de cette rencontre : « C’est notre plus grand match chaque année, pour nos joueurs, mais aussi pour tout notre peuple. »
Le 6 février 2021, à l'occasion de la première journée du Tournoi des Six Nations 2021, l'Angleterre et l'Écosse s'affrontent à Twickenham et célèbrent le 150e anniversaire de leur première confrontation en 1871. À cette occasion, les Anglais portent un maillot vintage reprenant les codes du maillot de 1871 ; les Écossais portent chacun le nom de l'un des joueurs ayant participé à ce premier match sur leur maillot, ainsi le capitaine de 2021 Stuart Hogg a porté celui de 1871 Francis Moncreiff. Plusieurs activités sont organisées, comme des œuvres d'art commémoratives, une campagne sur les réseaux sociaux qui retrace l'évolution du rugby en Angleterre, un livre commémoratif ainsi que divers partenariats commerciaux.

« Avec le bénéfice de la perspective historique, on peut dire que le noyau de toute la structure d'un sport international est né de la vision d'un groupe d'Écossais qui voulaient simplement jouer au rugby. »

— Alex Gordon, « The first international rugby match », 2013.

## Confrontations
| No  | Date             | Lieu                                      | Match               | Score   | Compétition                  |
| --- | ---------------- | ----------------------------------------- | ------------------- | ------- | ---------------------------- |
| 1   | 27 mars 1871     | Raeburn Place, Édimbourg — Écosse         | Écosse – Angleterre | 1 – 0   | 1er match international      |
| 2   | 5 février 1872   | The Oval, Londres — Angleterre            | Angleterre – Écosse | 2 – 1   | Test match                   |
| 3   | 3 mars 1873      | Hamilton Crescent, Glasgow — Écosse       | Écosse – Angleterre | 0 – 0   | Test match                   |
| 4   | 23 février 1874  | The Oval, Londres — Angleterre            | Angleterre – Écosse | 1 – 0   | Test match                   |
| 5   | 8 mars 1875      | Raeburn Place, Édimbourg — Écosse         | Écosse – Angleterre | 0 – 0   | Test match                   |
| 6   | 6 mars 1876      | The Oval, Londres — Angleterre            | Angleterre – Écosse | 1 – 0   | Test match                   |
| 7   | 5 mars 1877      | Raeburn Place, Édimbourg — Écosse         | Écosse – Angleterre | 1 – 0   | Test match                   |
| 8   | 4 mars 1878      | The Oval, Londres — Angleterre            | Angleterre – Écosse | 0 – 0   | Test match                   |
| 9   | 10 mars 1879     | Raeburn Place, Édimbourg — Écosse         | Écosse – Angleterre | 1 – 1   | Calcutta Cup                 |
| 10  | 28 février 1880  | Whalley Range, Manchester — Angleterre    | Angleterre – Écosse | 2 – 1   | Calcutta Cup                 |
| 11  | 19 mars 1881     | Raeburn Place, Édimbourg — Écosse         | Écosse – Angleterre | 1 – 1   | Calcutta Cup                 |
| 12  | 4 mars 1882      | Whalley Range, Manchester — Angleterre    | Angleterre – Écosse | 0 – 0   | Calcutta Cup                 |
| 13  | 3 mars 1883      | Raeburn Place, Édimbourg — Écosse         | Écosse – Angleterre | 0 – 0   | Tournoi britannique          |
| 14  | 1er mars 1884    | Rectory Field, Blackheath — Angleterre    | Angleterre – Écosse | 1 – 0   | Tournoi britannique          |
| 15  | 13 mars 1886     | Raeburn Place, Édimbourg — Écosse         | Écosse – Angleterre | 0 – 0   | Tournoi britannique          |
| 15  | 5 mars 1887      | Whalley Range, Manchester — Angleterre    | Angleterre – Écosse | 0 – 0   | Tournoi britannique          |
| 17  | 1er mars 1890    | Raeburn Place, Édimbourg — Écosse         | Écosse – Angleterre | 0 – 6   | Tournoi britannique          |
| 18  | 7 mars 1891      | Athletic Ground, Richmond — Angleterre    | Angleterre – Écosse | 3 – 9   | Tournoi britannique          |
| 19  | 5 mars 1892      | Raeburn Place, Édimbourg — Écosse         | Écosse – Angleterre | 0 – 5   | Tournoi britannique          |
| 20  | 4 mars 1893      | Headingley, Leeds — Angleterre            | Angleterre – Écosse | 0 – 8   | Tournoi britannique          |
| 21  | 17 mars 1894     | Raeburn Place, Édimbourg — Écosse         | Écosse – Angleterre | 6 – 0   | Tournoi britannique          |
| 22  | 9 mars 1895      | Athletic Ground, Richmond — Angleterre    | Angleterre – Écosse | 3 – 6   | Tournoi britannique          |
| 23  | 14 mars 1896     | Old Hampden Park, Glasgow — Écosse        | Écosse – Angleterre | 11 – 0  | Tournoi britannique          |
| 24  | 13 mars 1897     | Fallowfield, Manchester — Angleterre      | Angleterre – Écosse | 12 – 3  | Tournoi britannique          |
| 25  | 12 mars 1898     | Powderhall, Édimbourg — Écosse            | Écosse – Angleterre | 3 – 3   | Tournoi britannique          |
| 26  | 11 mars 1899     | Rectory Field, Blackheath — Angleterre    | Angleterre – Écosse | 0 – 5   | Tournoi britannique          |
| 27  | 10 mars 1900     | Inverleith, Édimbourg — Écosse            | Écosse – Angleterre | 0 – 0   | Tournoi britannique          |
| 28  | 9 mars 1901      | Rectory Field, Blackheath — Angleterre    | Angleterre – Écosse | 3 – 18  | Tournoi britannique          |
| 29  | 15 mars 1902     | Inverleith, Édimbourg — Écosse            | Écosse – Angleterre | 3 – 6   | Tournoi britannique          |
| 30  | 21 mars 1903     | Athletic Ground, Richmond — Angleterre    | Angleterre – Écosse | 6 – 10  | Tournoi britannique          |
| 31  | 19 mars 1904     | Inverleith, Édimbourg — Écosse            | Écosse – Angleterre | 6 – 3   | Tournoi britannique          |
| 32  | 18 mars 1905     | Athletic Ground, Richmond — Angleterre    | Angleterre – Écosse | 0 – 8   | Tournoi britannique          |
| 33  | 17 mars 1906     | Inverleith, Édimbourg — Écosse            | Écosse – Angleterre | 3 – 9   | Tournoi britannique          |
| 34  | 16 mars 1907     | Rectory Field, Blackheath — Angleterre    | Angleterre – Écosse | 3 – 8   | Tournoi britannique          |
| 35  | 21 mars 1908     | Inverleith, Édimbourg — Écosse            | Écosse – Angleterre | 16 – 10 | Tournoi britannique          |
| 36  | 20 mars 1909     | Athletic Ground, Richmond — Angleterre    | Angleterre – Écosse | 8 – 18  | Tournoi britannique          |
| 37  | 19 mars 1910     | Inverleith, Édimbourg — Écosse            | Écosse – Angleterre | 5 – 14  | Tournoi des Cinq Nations     |
| 38  | 18 mars 1911     | Stade de Twickenham, Londres — Angleterre | Angleterre – Écosse | 13 – 8  | Tournoi des Cinq Nations     |
| 39  | 16 mars 1912     | Inverleith, Édimbourg — Écosse            | Écosse – Angleterre | 8 – 3   | Tournoi des Cinq Nations     |
| 40  | 15 mars 1913     | Stade de Twickenham, Londres — Angleterre | Angleterre – Écosse | 3 – 0   | Tournoi des Cinq Nations     |
| 41  | 21 mars 1914     | Inverleith, Édimbourg — Écosse            | Écosse – Angleterre | 15 – 16 | Tournoi des Cinq Nations     |
| 42  | 20 mars 1920     | Stade de Twickenham, Londres — Angleterre | Angleterre – Écosse | 13 – 4  | Tournoi des Cinq Nations     |
| 43  | 19 mars 1921     | Inverleith, Édimbourg — Écosse            | Écosse – Angleterre | 0 – 18  | Tournoi des Cinq Nations     |
| 44  | 18 mars 1922     | Stade de Twickenham, Londres — Angleterre | Angleterre – Écosse | 11 – 5  | Tournoi des Cinq Nations     |
| 45  | 17 mars 1923     | Inverleith, Édimbourg — Écosse            | Écosse – Angleterre | 6 – 8   | Tournoi des Cinq Nations     |
| 46  | 15 mars 1924     | Stade de Twickenham, Londres — Angleterre | Angleterre – Écosse | 19 – 0  | Tournoi des Cinq Nations     |
| 47  | 21 mars 1925     | Murrayfield Stadium, Édimbourg — Écosse   | Écosse – Angleterre | 14 – 11 | Tournoi des Cinq Nations     |
| 48  | 20 mars 1926     | Stade de Twickenham, Londres — Angleterre | Angleterre – Écosse | 9 – 17  | Tournoi des Cinq Nations     |
| 49  | 19 mars 1927     | Murrayfield Stadium, Édimbourg — Écosse   | Écosse – Angleterre | 21 – 13 | Tournoi des Cinq Nations     |
| 50  | 17 mars 1928     | Stade de Twickenham, Londres — Angleterre | Angleterre – Écosse | 6 – 0   | Tournoi des Cinq Nations     |
| 51  | 16 mars 1929     | Murrayfield Stadium, Édimbourg — Écosse   | Écosse – Angleterre | 12 – 7  | Tournoi des Cinq Nations     |
| 52  | 15 mars 1930     | Stade de Twickenham, Londres — Angleterre | Angleterre – Écosse | 0 – 0   | Tournoi des Cinq Nations     |
| 53  | 21 mars 1931     | Murrayfield Stadium, Édimbourg — Écosse   | Écosse – Angleterre | 28 – 19 | Tournoi des Cinq Nations     |
| 54  | 19 mars 1932     | Stade de Twickenham, Londres — Angleterre | Angleterre – Écosse | 16 – 3  | Tournoi britannique          |
| 55  | 18 mars 1933     | Murrayfield Stadium, Édimbourg — Écosse   | Écosse – Angleterre | 3 – 0   | Tournoi britannique          |
| 56  | 17 mars 1934     | Stade de Twickenham, Londres — Angleterre | Angleterre – Écosse | 6 – 3   | Tournoi britannique          |
| 57  | 16 mars 1935     | Murrayfield Stadium, Édimbourg — Écosse   | Écosse – Angleterre | 10 – 7  | Tournoi britannique          |
| 58  | 21 mars 1936     | Stade de Twickenham, Londres — Angleterre | Angleterre – Écosse | 9 – 8   | Tournoi britannique          |
| 59  | 20 mars 1937     | Murrayfield Stadium, Édimbourg — Écosse   | Écosse – Angleterre | 3 – 6   | Tournoi britannique          |
| 60  | 19 mars 1938     | Stade de Twickenham, Londres — Angleterre | Angleterre – Écosse | 16 – 21 | Tournoi britannique          |
| 61  | 18 mars 1939     | Murrayfield Stadium, Édimbourg — Écosse   | Écosse – Angleterre | 6 – 9   | Tournoi britannique          |
| 62  | 15 mars 1947     | Stade de Twickenham, Londres — Angleterre | Angleterre – Écosse | 24 – 5  | Tournoi des Cinq Nations     |
| 63  | 20 mars 1948     | Murrayfield Stadium, Édimbourg — Écosse   | Écosse – Angleterre | 6 – 3   | Tournoi des Cinq Nations     |
| 64  | 19 mars 1949     | Stade de Twickenham, Londres — Angleterre | Angleterre – Écosse | 19 – 3  | Tournoi des Cinq Nations     |
| 65  | 21 mars 1950     | Murrayfield Stadium, Édimbourg — Écosse   | Écosse – Angleterre | 13 – 11 | Tournoi des Cinq Nations     |
| 66  | 17 mars 1951     | Stade de Twickenham, Londres — Angleterre | Angleterre – Écosse | 5 – 3   | Tournoi des Cinq Nations     |
| 67  | 15 mars 1952     | Murrayfield Stadium, Édimbourg — Écosse   | Écosse – Angleterre | 3 – 19  | Tournoi des Cinq Nations     |
| 68  | 21 mars 1953     | Stade de Twickenham, Londres — Angleterre | Angleterre – Écosse | 26 – 8  | Tournoi des Cinq Nations     |
| 69  | 20 mars 1954     | Murrayfield Stadium, Édimbourg — Écosse   | Écosse – Angleterre | 3 – 13  | Tournoi des Cinq Nations     |
| 70  | 19 mars 1955     | Stade de Twickenham, Londres — Angleterre | Angleterre – Écosse | 9 – 6   | Tournoi des Cinq Nations     |
| 71  | 17 mars 1956     | Murrayfield Stadium, Édimbourg — Écosse   | Écosse – Angleterre | 6 – 11  | Tournoi des Cinq Nations     |
| 72  | 16 mars 1957     | Stade de Twickenham, Londres — Angleterre | Angleterre – Écosse | 16 – 3  | Tournoi des Cinq Nations     |
| 73  | 15 mars 1958     | Murrayfield Stadium, Édimbourg — Écosse   | Écosse – Angleterre | 3 – 3   | Tournoi des Cinq Nations     |
| 74  | 21 mars 1959     | Stade de Twickenham, Londres — Angleterre | Angleterre – Écosse | 3 – 3   | Tournoi des Cinq Nations     |
| 75  | 19 mars 1960     | Murrayfield Stadium, Édimbourg — Écosse   | Écosse – Angleterre | 12 – 21 | Tournoi des Cinq Nations     |
| 76  | 18 mars 1961     | Stade de Twickenham, Londres — Angleterre | Angleterre – Écosse | 6 – 0   | Tournoi des Cinq Nations     |
| 77  | 17 mars 1962     | Murrayfield Stadium, Édimbourg — Écosse   | Écosse – Angleterre | 3 – 3   | Tournoi des Cinq Nations     |
| 78  | 16 mars 1963     | Stade de Twickenham, Londres — Angleterre | Angleterre – Écosse | 10 – 8  | Tournoi des Cinq Nations     |
| 79  | 21 mars 1964     | Murrayfield Stadium, Édimbourg — Écosse   | Écosse – Angleterre | 15 – 6  | Tournoi des Cinq Nations     |
| 80  | 20 mars 1965     | Stade de Twickenham, Londres — Angleterre | Angleterre – Écosse | 3 – 3   | Tournoi des Cinq Nations     |
| 81  | 19 mars 1966     | Murrayfield Stadium, Édimbourg — Écosse   | Écosse – Angleterre | 6 – 3   | Tournoi des Cinq Nations     |
| 82  | 18 mars 1967     | Stade de Twickenham, Londres — Angleterre | Angleterre – Écosse | 27 – 14 | Tournoi des Cinq Nations     |
| 83  | 16 mars 1968     | Murrayfield Stadium, Édimbourg — Écosse   | Écosse – Angleterre | 6 – 8   | Tournoi des Cinq Nations     |
| 84  | 15 mars 1969     | Stade de Twickenham, Londres — Angleterre | Angleterre – Écosse | 8 – 3   | Tournoi des Cinq Nations     |
| 85  | 21 mars 1970     | Murrayfield Stadium, Édimbourg — Écosse   | Écosse – Angleterre | 14 – 5  | Tournoi des Cinq Nations     |
| 86  | 20 mars 1971     | Stade de Twickenham, Londres — Angleterre | Angleterre – Écosse | 15 – 16 | Tournoi des Cinq Nations     |
| 87  | 27 mars 1971     | Murrayfield Stadium, Édimbourg — Écosse   | Écosse – Angleterre | 14 – 5  | Test match                   |
| 88  | 18 mars 1972     | Murrayfield Stadium, Édimbourg — Écosse   | Écosse – Angleterre | 23 – 9  | Tournoi des Cinq Nations     |
| 89  | 17 mars 1973     | Stade de Twickenham, Londres — Angleterre | Angleterre – Écosse | 20 – 13 | Tournoi des Cinq Nations     |
| 90  | 2 février 1974   | Murrayfield Stadium, Édimbourg — Écosse   | Écosse – Angleterre | 16 – 14 | Tournoi des Cinq Nations     |
| 91  | 15 mars 1975     | Stade de Twickenham, Londres — Angleterre | Angleterre – Écosse | 7 – 6   | Tournoi des Cinq Nations     |
| 92  | 21 février 1976  | Murrayfield Stadium, Édimbourg — Écosse   | Écosse – Angleterre | 22 – 12 | Tournoi des Cinq Nations     |
| 93  | 15 janvier 1977  | Stade de Twickenham, Londres — Angleterre | Angleterre – Écosse | 22 – 6  | Tournoi des Cinq Nations     |
| 94  | 4 mars 1978      | Murrayfield Stadium, Édimbourg — Écosse   | Écosse – Angleterre | 0 – 15  | Tournoi des Cinq Nations     |
| 95  | 3 février 1979   | Stade de Twickenham, Londres — Angleterre | Angleterre – Écosse | 7 – 7   | Tournoi des Cinq Nations     |
| 96  | 15 mars 1980     | Murrayfield Stadium, Édimbourg — Écosse   | Écosse – Angleterre | 18 – 30 | Tournoi des Cinq Nations     |
| 97  | 21 février 1981  | Stade de Twickenham, Londres — Angleterre | Angleterre – Écosse | 23 – 17 | Tournoi des Cinq Nations     |
| 98  | 16 janvier 1982  | Murrayfield Stadium, Édimbourg — Écosse   | Écosse – Angleterre | 16 – 16 | Tournoi des Cinq Nations     |
| 99  | 5 mars 1983      | Stade de Twickenham, Londres — Angleterre | Angleterre – Écosse | 12 – 22 | Tournoi des Cinq Nations     |
| 100 | 4 février 1984   | Murrayfield Stadium, Édimbourg — Écosse   | Écosse – Angleterre | 18 – 6  | Tournoi des Cinq Nations     |
| 101 | 16 mars 1985     | Stade de Twickenham, Londres — Angleterre | Angleterre – Écosse | 10 – 7  | Tournoi des Cinq Nations     |
| 102 | 15 février 1986  | Murrayfield Stadium, Édimbourg — Écosse   | Écosse – Angleterre | 33 – 6  | Tournoi des Cinq Nations     |
| 103 | 4 avril 1987     | Stade de Twickenham, Londres — Angleterre | Angleterre – Écosse | 21 – 12 | Tournoi des Cinq Nations     |
| 104 | 5 mars 1988      | Murrayfield Stadium, Édimbourg — Écosse   | Écosse – Angleterre | 6 – 9   | Tournoi des Cinq Nations     |
| 105 | 4 février 1989   | Stade de Twickenham, Londres — Angleterre | Angleterre – Écosse | 12 – 12 | Tournoi des Cinq Nations     |
| 106 | 17 mars 1990     | Murrayfield Stadium, Édimbourg — Écosse   | Écosse – Angleterre | 13 – 7  | Tournoi des Cinq Nations     |
| 107 | 16 février 1991  | Stade de Twickenham, Londres — Angleterre | Angleterre – Écosse | 21 – 12 | Tournoi des Cinq Nations     |
| 108 | 26 octobre 1991  | Murrayfield Stadium, Édimbourg — Écosse   | Écosse – Angleterre | 6 – 9   | Coupe du monde (demi-finale) |
| 109 | 18 janvier 1992  | Murrayfield Stadium, Édimbourg — Écosse   | Écosse – Angleterre | 7 – 25  | Tournoi des Cinq Nations     |
| 110 | 6 mars 1993      | Stade de Twickenham, Londres — Angleterre | Angleterre – Écosse | 26 – 12 | Tournoi des Cinq Nations     |
| 111 | 5 février 1994   | Murrayfield Stadium, Édimbourg — Écosse   | Écosse – Angleterre | 14 – 15 | Tournoi des Cinq Nations     |
| 112 | 18 mars 1995     | Stade de Twickenham, Londres — Angleterre | Angleterre – Écosse | 24 – 12 | Tournoi des Cinq Nations     |
| 113 | 2 mars 1996      | Murrayfield Stadium, Édimbourg — Écosse   | Écosse – Angleterre | 9 – 18  | Tournoi des Cinq Nations     |
| 114 | 1er février 1997 | Stade de Twickenham, Londres — Angleterre | Angleterre – Écosse | 41 – 13 | Tournoi des Cinq Nations     |
| 115 | 22 mars 1998     | Murrayfield Stadium, Édimbourg — Écosse   | Écosse – Angleterre | 20 – 34 | Tournoi des Cinq Nations     |
| 116 | 20 février 1999  | Stade de Twickenham, Londresv Angleterre  | Angleterre – Écosse | 24 – 21 | Tournoi des Cinq Nations     |
| 117 | 2 avril 2000     | Murrayfield Stadium, Édimbourg — Écosse   | Écosse – Angleterre | 19 – 13 | Tournoi des Six Nations      |
| 118 | 3 mars 2001      | Stade de Twickenham, Londres — Angleterre | Angleterre – Écosse | 43 – 3  | Tournoi des Six Nations      |
| 119 | 2 février 2002   | Murrayfield Stadium, Édimbourg — Écosse   | Écosse – Angleterre | 3 – 29  | Tournoi des Six Nations      |
| 120 | 22 mars 2003     | Stade de Twickenham, Londres — Angleterre | Angleterre – Écosse | 40 – 9  | Tournoi des Six Nations      |
| 121 | 13 février 2004  | Murrayfield Stadium, Édimbourg — Écosse   | Écosse – Angleterre | 13 – 35 | Tournoi des Six Nations      |
| 122 | 19 mars 2005     | Stade de Twickenham, Londres — Angleterre | Angleterre – Écosse | 43 – 22 | Tournoi des Six Nations      |
| 123 | 25 février 2006  | Murrayfield Stadium, Édimbourg — Écosse   | Écosse – Angleterre | 18 – 12 | Tournoi des Six Nations      |
| 124 | 3 février 2007   | Stade de Twickenham, Londres — Angleterre | Angleterre – Écosse | 42 – 20 | Tournoi des Six Nations      |
| 125 | 8 mars 2008      | Murrayfield Stadium, Édimbourg — Écosse   | Écosse – Angleterre | 15 – 9  | Tournoi des Six Nations      |
| 126 | 21 mars 2009     | Stade de Twickenham, Londres — Angleterre | Angleterre – Écosse | 26 – 12 | Tournoi des Six Nations      |
| 127 | 13 mars 2010     | Murrayfield Stadium, Édimbourg — Écosse   | Écosse – Angleterre | 15 – 15 | Tournoi des Six Nations      |
| 128 | 13 mars 2011     | Stade de Twickenham, Londres — Angleterre | Angleterre – Écosse | 22 – 16 | Tournoi des Six Nations      |
| 129 | 1er octobre 2011 | Eden Park, Auckland — Nouvelle-Zélande    | Angleterre – Écosse | 16 – 12 | Coupe du monde (poule B)     |
| 130 | 4 février 2012   | Murrayfield Stadium, Édimbourg — Écosse   | Écosse – Angleterre | 6 – 13  | Tournoi des Six Nations      |
| 131 | 2 février 2013   | Stade de Twickenham, Londres — Angleterre | Angleterre – Écosse | 38 – 18 | Tournoi des Six Nations      |
| 132 | 8 février 2014   | Murrayfield Stadium, Édimbourg — Écosse   | Écosse – Angleterre | 0 – 20  | Tournoi des Six Nations      |
| 133 | 14 mars 2015     | Stade de Twickenham, Londres — Angleterre | Angleterre – Écosse | 25 – 13 | Tournoi des Six Nations      |
| 134 | 6 février 2016   | Murrayfield Stadium, Édimbourg — Écosse   | Écosse – Angleterre | 9 – 15  | Tournoi des Six Nations      |
| 135 | 11 mars 2017     | Stade de Twickenham, Londres — Angleterre | Angleterre – Écosse | 61 – 21 | Tournoi des Six Nations      |
| 136 | 24 février 2018  | Murrayfield Stadium, Édimbourg — Écosse   | Écosse – Angleterre | 25 – 13 | Tournoi des Six Nations      |
| 137 | 16 mars 2019     | Stade de Twickenham, Londres — Angleterre | Angleterre – Écosse | 38 – 38 | Tournoi des Six Nations      |
| 138 | 8 février 2020   | Murrayfield Stadium, Édimbourg — Écosse   | Écosse – Angleterre | 6 – 13  | Tournoi des Six Nations      |
| 139 | 6 février 2021   | Stade de Twickenham, Londres — Angleterre | Angleterre – Écosse | 6 – 11  | Tournoi des Six Nations      |
| 140 | 5 février 2022   | Murrayfield Stadium, Édimbourg — Écosse   | Écosse – Angleterre | 20 – 17 | Tournoi des Six Nations      |
| 141 | 4 février 2023   | Stade de Twickenham, Londres — Angleterre | Angleterre – Écosse | 23 – 29 | Tournoi des Six Nations      |
| 142 | 24 février 2024  | Murrayfield Stadium, Édimbourg — Écosse   | Écosse – Angleterre | 30 – 21 | Tournoi des Six Nations      |
| 143 | 22 février 2025  | Stade de Twickenham, Londres — Angleterre | Angleterre – Écosse | 16 – 15 | Tournoi des Six Nations      |